# Malingarnas naturvårdsområde
Malingarnas naturvårdsområde är ett naturvårdsområde (sedan 1999 likställt med naturreservat) i Ludvika kommun i Dalarnas län.
Naturvårdsområdet bildades 1978 och har en storlek av 224 hektar. Det ligger längs riksväg 66 mellan Nyhammar och Björbo cirka 30 kilometer norr om Ludvika.
Naaturvårdsområdet, med insjöarna Stora Malingen och Lilla Malingen, utgörs till stor del av isälvsavlagringar som har bildat en rullstensås mellan sjöarna. På rullstensåsen går riksväg 66. Vägen är en mycket gammal färdled och har fungerat som kommunikationsled sedan förhistorisk tid. Vägen var en del av förbindelsen mellan Mälardalen och Västerdalarna. 
Förbi sjöana Malingarna och Frötjärnen leder Pilgrimsleden Västerbergslagen som invigdes i maj 2003. Det är en del av den stora pilgrimsleden från Mälardalen till Nidarosdomen i Trondheim (se även Nidarosvägarna). På den vallfärdade människor i över 500 år genom Sverige till heliga platser för att göra bot och köpa syndernas förlåtelse genom ett avlatsbrev. Här har pilgrimer vandrat för att besöka Sankt Olofs grav i Trondheim och då är man tillbaka på 1000-talet. En milstolpe i sten från senare tid finns ännu kvar.
I området finns en campingplats och flera rastplatser. Sjöarnas stränder består mestadels av sand som har formats till vikar, holmar och öar. I öst-västlig riktning sträcker sjöarna sig cirka 3,5 kilometer och i nord-sydlig riktning 1,7 kilometer. Området är omtyckt för bad och friluftsliv.  En karaktärsfågel för sjöarna är storlommen. På stränderna förekommer mosippa, Kung Karls spira och fjällnejlika. Malingarna ligger i övre delen av Kolbäcksåns vattensystem. Längs Lilla Malingen löper banvallen från den nedlagda järnvägssträckan Ludvika-Björbo som tillhört Stockholm-Västerås-Bergslagens Järnvägar.

## Bilder

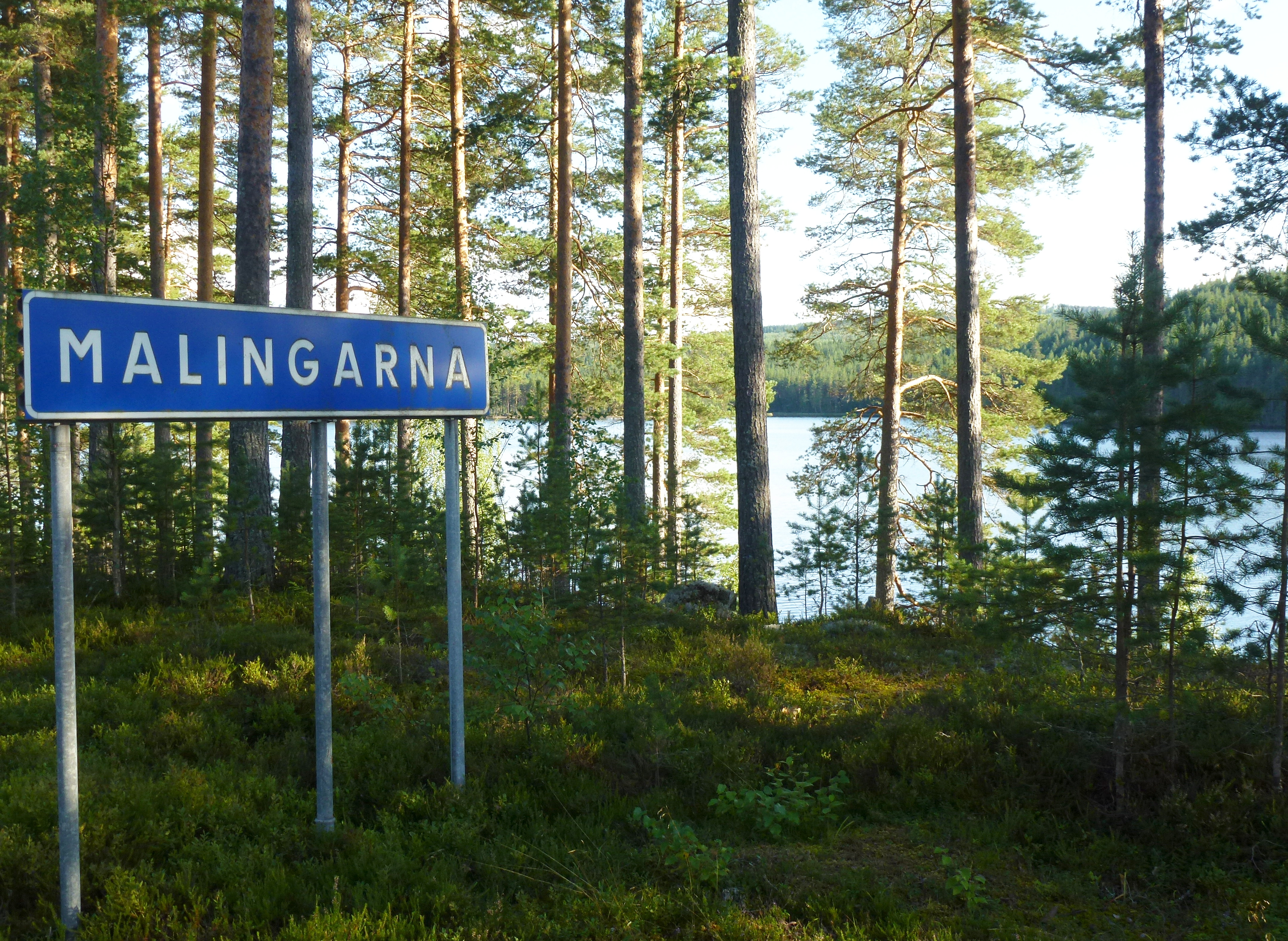
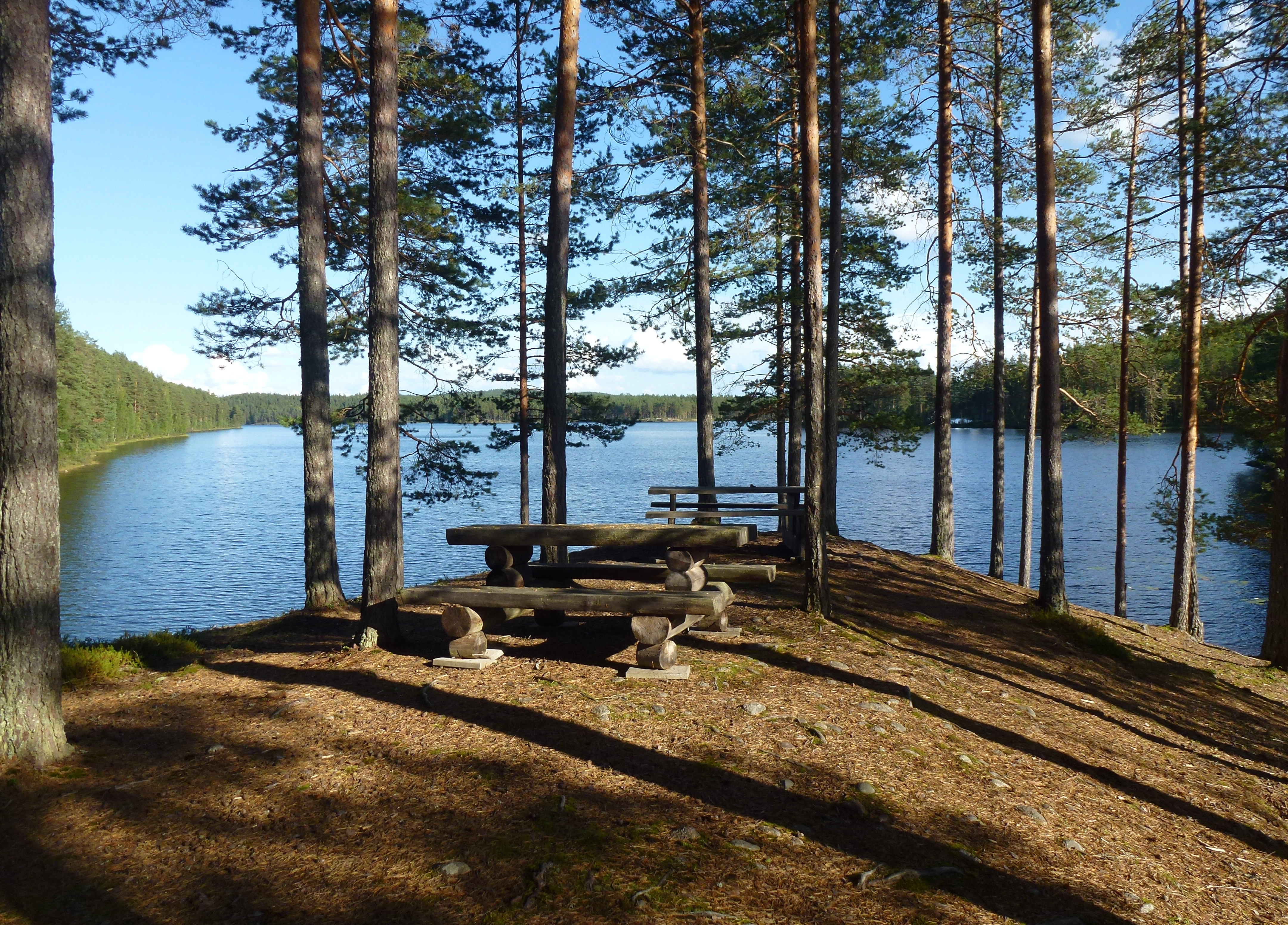
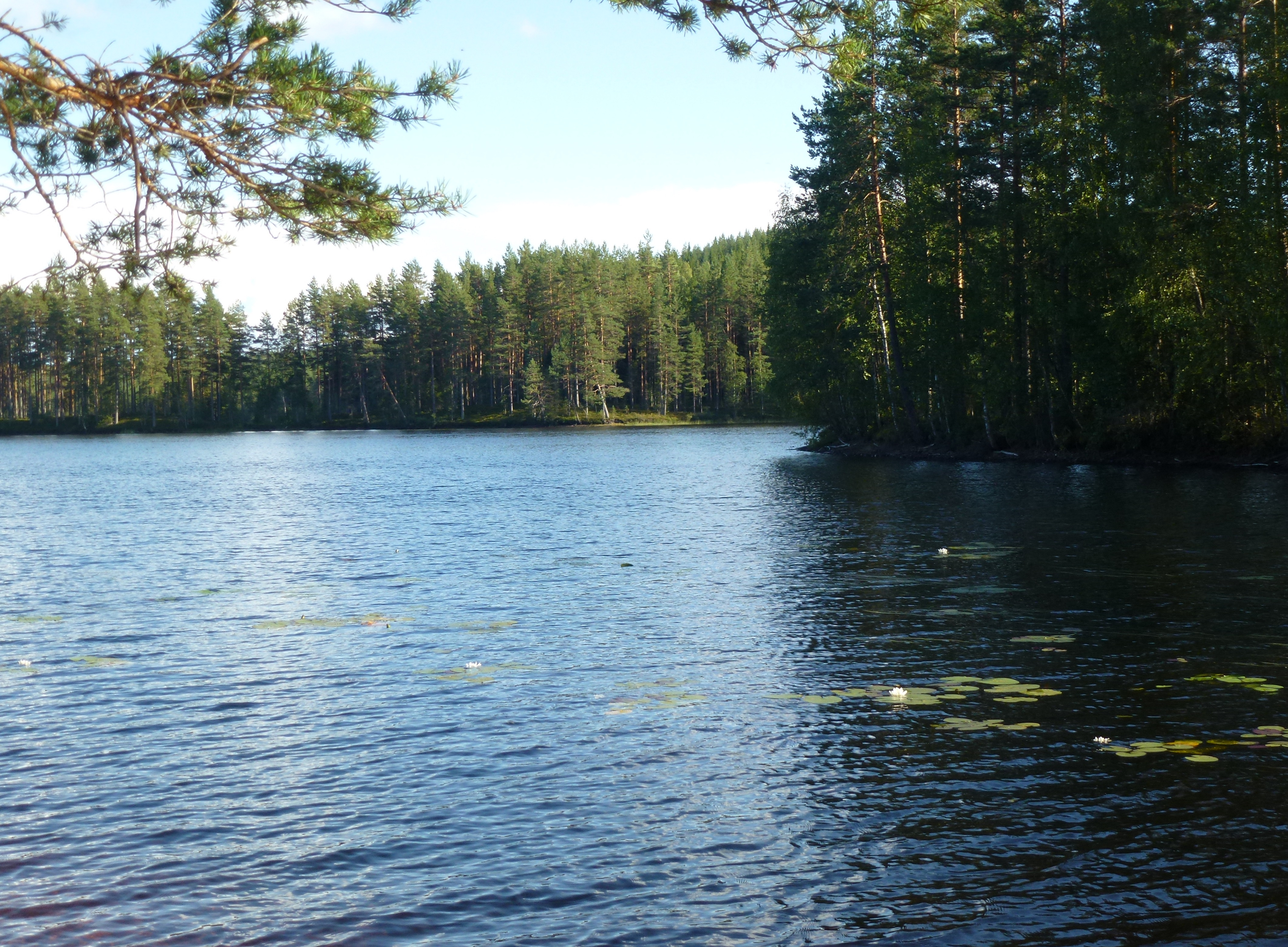
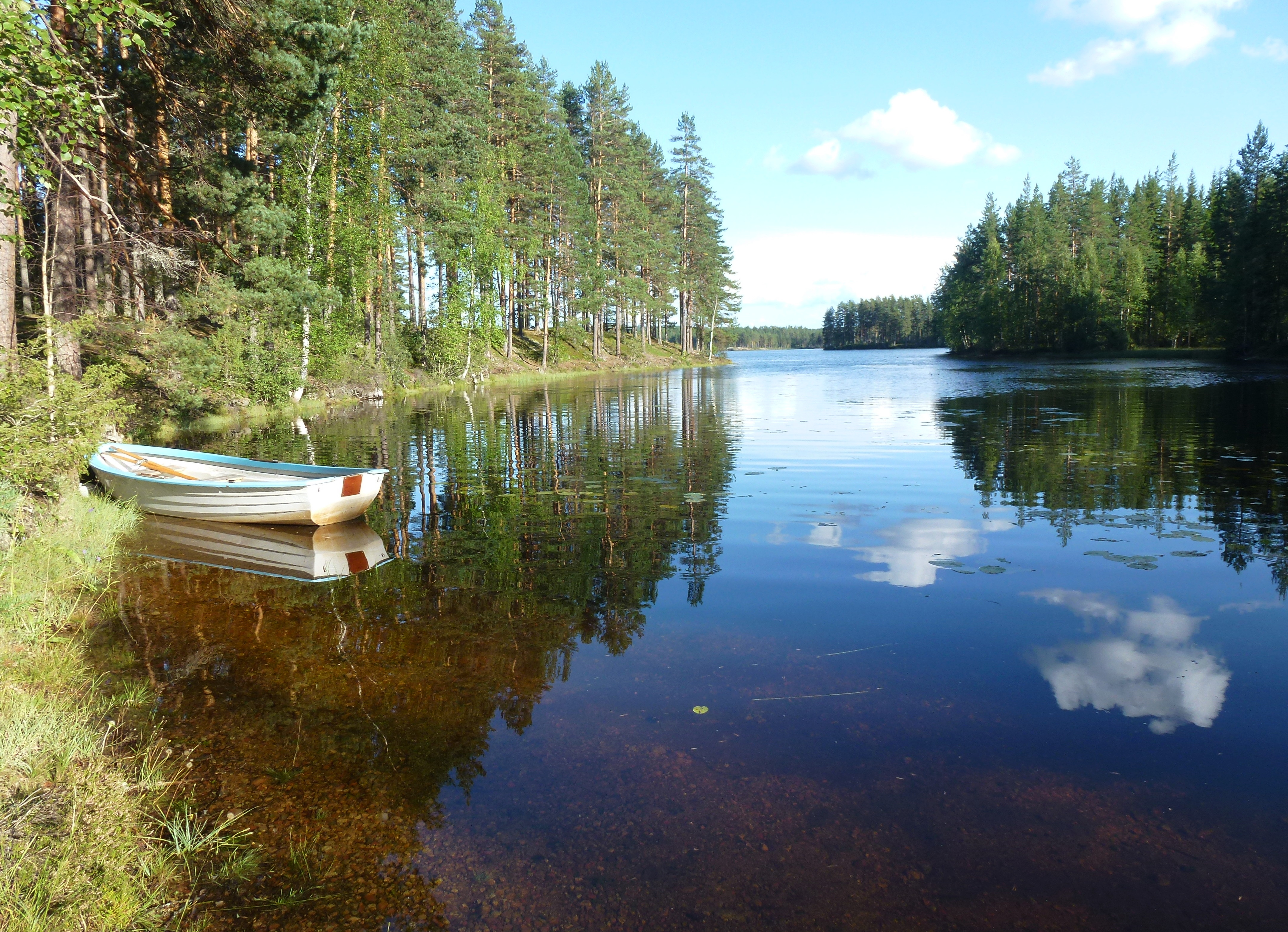